# Rien Schuurhuis
Rien John Schuurhuis (Groninga, 12 agosto 1982) è un ciclista su strada olandese naturalizzato vaticano, primo corridore della storia a rappresentare la Santa Sede nelle competizioni internazionali.

## Carriera

### Club
Schuurhuis è stato professionista nel circuito UCI Continental Tour. Inizia con la squadra australiana Oliver's Real Food nel 2016, partecipando a corse come la New Zealand Cycle Classic in cui si piazza 45º nella generale, al Tour de Flores in Indonesia e al Jelajah Malaysia. Nella seconda metà del 2016 corre per la Black Inc, squadra del Laos, per poi tornare alla Oliver's Real Food. In questi anni corre corse sempre in Asia e Oceania, e i suoi migliori risultati sono un quinto posto nella classifica generale del Tour della Great South Coast nel 2017, un secondo posto al Tour di Tahiti nel 2018 e soprattutto l'anno successivo sempre a Tour di Tahiti le sue uniche due vittorie, alla seconda e alla quarta tappa, oltre a un terzo posto nel Tour della Nuova Caledonia 2019. Ha partecipato anche a due Campionati nazionali olandesi, nel 2016 nella prova in linea, non terminandola, e nel 2021 nella prova a cronometro, chiudendo al 40º posto su 48 partecipanti, la quale sarà anche la sua ultima corsa da professionista.
Nel 2021, da amatore, ritorna a correre tesserandosi con la Vatican Cycling, sezione ciclistica della Athletica Vaticana, polisportiva della Città del Vaticano. Alla prima uscita con la sua nuova squadra e sotto la nazionalità vaticana ha corso la Limburg Cycling Time Trial nel 2022, piazzandosi undicesimo.

### Nazionale
Grazie alla moglie Chiara Porro, ambasciatrice dell'Australia presso la Santa Sede, ottiene la cittadinanza vaticana e con essa nel 2022 diventa il primo atleta a rappresentare la Città del Vaticano ai mondiali di ciclismo. Con la maglia della neonata federazione ciclistica ecclesiastica, affiliatasi come 200º Paese all'Unione Ciclistica Internazionale proprio alla rassegna iridata dell'anno precedente, partecipa alla prova in linea degli Elite a Wollongong, in Australia; tra i membri dello staff figura anche Valerio Agnoli, ex ciclista professionista italiano, gregario di Vincenzo Nibali. Nella corsa ha provato a mettersi in luce andando in fuga dal gruppo principale nella prima parte di gara e venendo raggiunto sul Monte Keira, e ritirandosi una volta raggiunto il circuito finale di Wollongong.

## Palmarès
- 2019

2ª tappa La Ronde Tahitienne  (Paea > Paea)
4ª tappa La Ronde Tahitienne  (Mahina > Vairao)

## Piazzamenti

### Competizioni mondiali
- Campionati del mondo

Wollongong 2022 - In linea Elite: ritirato
Glasgow 2023 - In linea Elite: ritirato
Zurigo 2024 - In linea Elite: ritirato